# Акан (Акмолинская область)
Акан (каз. Ақан) — село в Зерендинском районе Акмолинской области Казахстана. Административный центр Сарыозекского сельского округа. Код КАТО — 115677100.

## География
Село расположено на северо-западе района, в 56 км на северо-запад от центра района села Зеренда.

### Улицы[2]
- ул. Бейбитшилик,
- ул. Достык,
- ул. Егемендык,
- ул. Орталык,
- ул. Сарыозек.

### Ближайшие населённые пункты
- село Жылымды в 6 км на юго-востоке,
- село Уголки в 6 км на северо-западе,
- село Антоновка в 13 км на западе.

## Население
В 1989 году население села составляло 839 человек (из них казахов 100%).
В 1999 году население села составляло 599 человек (307 мужчин и 292 женщины). По данным переписи 2009 года, в селе проживали 374 человека (189 мужчин и 185 женщин).
| Численность населения | Численность населения | Численность населения |
| 1989                  | 1999                  | 2009                  |
| --------------------- | --------------------- | --------------------- |
| 839                   | ↘599                  | ↘374                  |